# Reprezentacja Hiszpanii w rugby union mężczyzn
Reprezentacja Hiszpanii w rugby mężczyzn (hiszp. Selección de rugby de España) – zespół rugby, biorący udział w imieniu Hiszpanii w meczach i sportowych imprezach międzynarodowych, powoływany przez selekcjonera, w którym mogą występować wyłącznie zawodnicy posiadający obywatelstwo hiszpańskie. Za jego funkcjonowanie odpowiedzialny jest Hiszpański Związek Rugby. Drużyna występuje w Europejskiej 1 dywizji.

## Udział wPucharze Świata
| 1987 | Nie brała udziału       | —            |
| 1991 | Nie zakwalifikowała się | —            |
| 1995 | Nie zakwalifikowała się | —            |
| 1999 | Awans                   | Faza grupowa |
| 2003 | Nie zakwalifikowała się | —            |
| 2007 | Nie zakwalifikowała się | —            |
| 2011 | Nie zakwalifikowała się | —            |
| 2015 | Nie zakwalifikowała się | —            |
| 2019 |                         |              |